# 冥加訓
冥加訓（みょうがくん）は、心学書。日常の道徳をわかりやすく説いたもの。著者は関一楽で本名は関幸甫。関は江戸時代の儒学者で、備前岡山藩の儒医であったが、豊後岡藩（大分県竹田市）第4代藩主中川久恒に招聘され、藩の儒学者となった。

## 概要
江戸時代の書籍で、『冥加訓』とは「人間が天から授けられた本性に従って生きる道」といった意味。日常の道徳をわかりやすく説いたもの。

## 著者
本名は関幸甫（せきこうすけ）で「関一楽」(せきいちらく)は号(ごう)で現代でのペンネームである。江戸時代前期-中期の儒者であり儒医。「冥加訓」は1724年（享保9年）関が81歳（満82歳）の時に30年かかり成立した。
関幸輔について多くは不明であり、「藩政時代の教育」大分県社会課/1925年(T14)、「大分県偉人伝」大分県教育会/1953年(S10)、他に墓誌等が紹介され、その著書に「大道訓」「春秋胡伝諺解」「冥加訓」とされている。自宅室号が輔仁堂である。「冥加訓」は国書総目録/岩波書店に関一楽の名で掲載されている。

## 輔仁堂(ほじんどう)
輔仁堂の「輔仁」とは『論語』の「君子以文会友、以友輔仁」（君子は文を以て友と会し、友を以て仁を輔く、「学問を通じて出会った友人なら、互いに仁をもって助け合えるものだ」）という言葉からのものです。
- 1696年(元禄9) - 関正軒が邸内に藩儒として藩士の教育のため、学問所として私塾「輔仁堂」を開いた[15]。
- 1726年(享保11) - 私塾の「輔仁堂」より藩立の「輔仁堂」に改組[16]。
- 1776年(安永5) -「輔仁堂」を藩校「由学館」に改称[17]。

## 内容
著者が塾で『論語』『大学』などの中国古典を教える際、『冥加訓』をその手引き書として用いたと考えられる。

## 文章
『人は万物の霊長であるから牛馬を苦しめ、その背中に乗るような可哀想なことをしてはならない。ましてや駕籠のような人間が人間を苦しめるようなものに乗ってはならない。
「朝は日の出とともに小鳥の囀りを聞いて起床し、手水で顔を洗い、髪を結い、身嗜みを整えてそれぞれの家業とする天職に励みなさい。王と身分の高い人から庶民に至るまで分相応の役目があり、上に立つ人ほど役目も重くなります。」
「とかく体を動かし手足を惜しまず使い、与えられた職を全うすることです。働くために天から手足を与えられているのであり、自身は楽をして人を使って働かせ、人を苦しめてはいけません。」

## 書誌情報

### 初版本
不詳

### 版本
- 『冥加訓』 5巻5冊、輔仁堂、1724年(享保9)。

### 現代語訳
- 『冥加訓』本田耕一（ほんだ・こういち）訳、竹田商工会議所〈自費出版本〉。[22]

本田耕一（ほんだ・こういち）- 1943年(S18)大阪府生まれ。1964年(S39)竹田市役所入庁。竹田市立歴史資料館水琴館・古文書講座講師などを歴任し1992年(H4)から図書館長。6年退職。著書（共著）に『三宅山御鹿狩絵巻』（京都大学学術出版会）など。

### 『国書総目録』
「国書総目録」(国書と略されている場合あり)岩波書店　588頁に「冥加訓」が2件掲載されており、本項は後者を取扱う。
- 冥加訓 3巻3冊[分類]教訓[著者]貝原益軒[版本]京大・東大・東北大<狩野>[25]
- 冥加訓 5巻5冊[分類]心学[著者]関一楽[成立]1724年(享保9)刊[写本][版本]宮書（中古巌書69･70)・東大(1冊)・東北大<狩野>(4巻1冊)・山口(高津慎遺書乃蔵書の内、4冊)・飯田(1冊)・島原(版本写1冊)[版本]国会・内閣・東博・九大・教大・早大・東北大<狩野>・東洋大<哲学堂>・一橋大・秋田・福島・飯田(欠本、4冊)・刈谷・雲水・仙台伊達家[活字翻刻]日本教育文庫<訓戒篇上>・日本道徳巌書三[26]

と記されている。
二次利用のためのクレジット
```
   『国書総目録』
   岩波書店発行・国文学研究資料館提供
   クリエイティブ・コモンズ 表示 4.0 ライセンス CC BY-SA
   改変して利用する旨（改変して利用する場合）
```

Credit for secondary us
  Please indicate the followings:
```
   "Kokusho Sōmokuroku"
   That "Kokusho Sōmokuroku" was published by Iwanami Shoten and provided by the National Institute of Japanese Literature.
   That "Kokusho Sōmokuroku" is licensed under Creative Commons 4.0 License CC BY-SA
   That the data is modified from the original.(If modified)
```

## 本書をモチーフにしたタイトルの作品・商品
- 著書：『無私の日本人』(磯田道史著/発売日：2012年10月25日)[28]
- 映画：『殿、利息でござる!』（中村義洋監督/公開日2016年5月14日）[29]